# الدوري المصري الممتاز 1973–74
الدوري المصري الممتاز 1973–74، كان من المقرر أن يكون الموسم التاسع عشر من الدوري المصري الممتاز لكرة القدم، لم تكتمل نتيجة قيام حرب أكتوبر وبسبب استضافة مصر لكأس الأمم الأفريقية 1974، أقيمت 5 جولات من البطولة قبل الغاءها، وعوضًا عنها أقيمت كأس دوري أكتوبر في النصف الأول من العام 1974 بين فرق الدوري الـ18 والتي فاز بها الزمالك لاحقًا.

## روابط خارجية
- صفحة الموسم على RSSSF
- صفحة الموسم على شبكة كرة القدم المصرية